# Dixon (Nuevo México)
Dixon es un lugar designado por el censo ubicado en el condado de Río Arriba en el estado estadounidense de Nuevo México. En el Censo de 2010 tenía una población de 926 habitantes y una densidad poblacional de 30,8 personas por km².

## Geografía
Dixon se encuentra ubicado en las coordenadas 36°10′47″N 105°53′28″O / 36.17972, -105.89111. Según la Oficina del Censo de los Estados Unidos, Dixon tiene una superficie total de 30.07 km², de la cual 29.88 km² corresponden a tierra firme y (0.65%) 0.19 km² es agua.

## Demografía
Según el censo de 2010, había 926 personas residiendo en Dixon. La densidad de población era de 30,8 hab./km². De los 926 habitantes, Dixon estaba compuesto por el 67.71% blancos, el 0.22% eran afroamericanos, el 3.67% eran amerindios, el 0.11% eran asiáticos, el 0% eran isleños del Pacífico, el 26.35% eran de otras razas y el 1.94% pertenecían a dos o más razas. Del total de la población el 70.73% eran hispanos o latinos de cualquier raza.